# Seznam medailistek na Světovém poháru ve sportovním lezení – rychlost
Seznam medailistek na Světovém poháru ve sportovním lezení – rychlost

### Rychlost
| Rok  | Vítězka             | 2. místo              | 3. místo              |
| ---- | ------------------- | --------------------- | --------------------- |
| 1993 | Renata Piszczek     | Jelena Ovčinnikovová  | Olga Bibiková         |
| 1998 | Olha Zacharovová    | Alena Ostapenko       | Natalia Perlova       |
| 1999 | Olha Zacharovová    | Alena Ostapenko       | Zosia Podgorbounskikh |
| 2000 | Olena Repko         | Olha Zacharovová      | Zosia Podgorbounskikh |
| 2001 | Olha Zacharovová    | Agung Ethi Hendrawati | Zosia Podgorbounskikh |
| 2002 | Olena Repko         | Natalia Perlova       | Valentina Jurinová    |
| 2003 | Valentina Jurinová  | Anna Stenkovaja       | Olena Repko           |
| 2004 | Taťjana Rujgová     | Anna Stenkovaja       | Agung Ethi Hendrawati |
| 2005 | Anna Stenkovaja     | Valentina Jurinová    | Olga Evstigneeva      |
| 2006 | Taťjana Rujgová     | Valentina Jurinová    | Anna Stenkovaja       |
| 2007 | Taťjana Rujgová     | Svitlana Tužylinová   | Anna Stenkovaja       |
| 2008 | Edyta Ropek         | Olena Repko           | Svitlana Tužylinová   |
| 2009 | Edyta Ropek         | Anna Stenkovaja       | Valentina Jurinová    |
| 2010 | Julija Levočkinová  | Xenija Alexejevová    | Edyta Ropek           |
| 2011 | Edyta Ropek         | Marija Krasavinová    | Alina Gajdamakinová   |
| 2012 | Alina Gajdamakinová | Julija Levočkinová    | Marija Krasavinová    |
| 2013 | Alina Gajdamakinová | Julija Kaplinová      | Aleksandra Rudzińska  |
| 2014 | Marija Krasavinová  | Julija Kaplinová      | Anouck Jaubert        |
| 2015 | Marija Krasavinová  | Anouck Jaubert        | Julija Kaplinová      |
| 2016 | Julija Kaplinová    | Anouck Jaubert        | Klaudia Buczek        |
| 2017 | Anouck Jaubert      | Julija Kaplinová      | Marija Krasavinová    |
| 2018 | Anouck Jaubert      | Marija Krasavinová    | Julija Kaplinová      |
| 2019 | probíhá             |                       |                       |